# Resultados do Carnaval de São Paulo em 2020
Esta página contém os resultados do Carnaval 2020.

## Escolas de Samba

### Grupo Especial
Os desfiles do grupo especial ocorreram nos dias 21 e 22 de fevereiro no sambódromo do Anhembi. A escola Águia de Ouro conquistou seu primeiro título no Grupo Especial, enquanto a campeã do ano anterior, Mancha Verde, terminou mais uma vez como vice-campeã. Considerada uma escolas favoritas pelo público, as notas da Gaviões da Fiel foram alvo de diversas polêmicas nas redes sociais. Conforme o regulamento, antes da abertura das primeiras notas durante a apuração dos resultados, a X-9 Paulistana recebeu uma penalidade de 0,5 ponto devido a violação do tempo máximo permitido de 65 minutos. Não obstante, a escola apresentou um desfile cheio de problemas, o que culminou em seu rebaixamento ao terminar a apuração em 13° lugar. A outra escola que também foi rebaixada foi a Pérola Negra ao terminar em 14° lugar. A agremiação retornava ao Grupo Especial após um período de três anos no Grupo de Acesso 1 e teve um pré-carnaval conturbado neste ano, quando uma enchente atingiu o barracão e 40% de suas fantasias foram destruídas.
Pela segunda vez consecutiva a transmissão da apuração das notas do Grupo Especial ficou a cargo da TV Globo, podendo ser acompanhado também através de seu portal e no seu aplicativo.
Ordem de Desfile
| Sexta-feira (21/02/2020) | Sábado (22/02/2020) |
| 1. Barroca Zona Sul 2. Tom Maior 3. Dragões da Real 4. Mancha Verde 5. Acadêmicos do Tatuapé 6. Império de Casa Verde 7. X-9 Paulistana | 1. Pérola Negra 2. Colorado do Brás 3. Gaviões da Fiel 4. Mocidade Alegre 5. Águia de Ouro 6. Unidos de Vila Maria 7. Rosas de Ouro |

Mapa de Notas
Abaixo o mapa de notas da apuração do grupo especial.
| Agremiações (por ordem de desfile)                 | Bateria | Bateria | Bateria | Bateria | Samba-Enredo | Samba-Enredo | Samba-Enredo | Samba-Enredo | Evolução | Evolução | Evolução | Evolução | Fantasias | Fantasias | Fantasias | Fantasias | Harmonia | Harmonia | Harmonia | Harmonia | Comissão de Frente | Comissão de Frente | Comissão de Frente | Comissão de Frente | Mestre-Sala & Porta-Bandeira | Mestre-Sala & Porta-Bandeira | Mestre-Sala & Porta-Bandeira | Mestre-Sala & Porta-Bandeira | Enredo | Enredo | Enredo | Enredo | Alegoria | Alegoria | Alegoria | Alegoria | P.   | TOTAL |
| Sexta-feira                                        | J1      | J2      | J3      | J4      | J1           | J2           | J3           | J4           | J1       | J2       | J3       | J4       | J1        | J2        | J3        | J4        | J1       | J2       | J3       | J4       | J1                 | J2                 | J3                 | J4                 | J1                           | J2                           | J3                           | J4                           | J1     | J2     | J3     | J4     | J1       | J2       | J3       | J4       |      |       |
| -------------------------------------------------- | ------- | ------- | ------- | ------- | ------------ | ------------ | ------------ | ------------ | -------- | -------- | -------- | -------- | --------- | --------- | --------- | --------- | -------- | -------- | -------- | -------- | ------------------ | ------------------ | ------------------ | ------------------ | ---------------------------- | ---------------------------- | ---------------------------- | ---------------------------- | ------ | ------ | ------ | ------ | -------- | -------- | -------- | -------- | ---- | ----- |
| Barroca                                            | 10      | 9,7     | 10      | 9,9     | 10           | 10           | 10           | 10           | 9,8      | 10       | 9,7      | 10       | 10        | 9,9       | 9,9       | 10        | 10       | 10       | 10       | 10       | 9.9                | 10                 | 10                 | 10                 | 10                           | 10                           | 10                           | 10                           | 9.9    | 10     | 9.9    | 9.9    | 9,9      | 9,9      | 9,8      | -        |      | 269,0 |
| Tom Maior                                          | 10      | 9,8     | 10      | 10      | 10           | 10           | 10           | 10           | 10       | 9,9      | 9,9      | 10       | 9,9       | 9,9       | 10        | 9,9       | 10       | 10       | 10       | 10       | 10                 | 9.9                | 9.8                | 10                 | 9.9                          | 10                           | 10                           | 10                           | 10     | 10     | 9.9    | 9.9    | 9,9      | 10       | 9,9      | -        |      | 269,3 |
| Dragões                                            | 9,9     | 9,8     | 10      | 10      | 10           | 10           | 10           | 10           | 9,9      | 10       | 10       | 9,9      | 10        | 10        | 9,9       | 9,9       | 10       | 10       | 10       | 10       | 10                 | 10                 | 10                 | 10                 | 10                           | 10                           | 10                           | 10                           | 10     | 10     | 10     | 10     | 10       | 9,9      | 9,9      | -        |      | 269,5 |
| Mancha                                             | 10      | 10      | 10      | 10      | 10           | 10           | 10           | 10           | 9,9      | 10       | 9,9      | 10       | 10        | 10        | 10        | 10        | 10       | 10       | 10       | 10       | 9.9                | 10                 | 10                 | 9.9                | 10                           | 10                           | 10                           | 10                           | 10     | 10     | 10     | 10     | 10       | 10       | 10       | -        |      | 269,8 |
| Tatuapé                                            | 10      | 10      | 10      | 10      | 10           | 10           | 10           | 10           | 10       | 10       | 9,9      | 10       | 10        | 10        | 10        | 10        | 9,8      | 10       | 10       | 10       | 10                 | 10                 | 9.9                | 10                 | 10                           | 10                           | 10                           | 10                           | 9.9    | 10     | 10     | 10     | 10       | 9,8      | 9,9      | -        |      | 269,7 |
| Império                                            | 10      | 9,8     | 10      | 10      | 10           | 10           | 10           | 10           | 9,9      | 9,9      | 10       | 10       | 9,8       | 9,9       | 9,6       | 10        | 10       | 10       | 10       | 10       | 9.9                | 10                 | 9.9                | 10                 | 9.9                          | 10                           | 10                           | 10                           | 10     | 10     | 10     | 10     | 9,9      | 9,9      | 9,9      | -        |      | 269,2 |
| X-9                                                | 10      | 10      | 10      | 9,9     | 10           | 10           | 10           | 10           | 10       | 9,7      | 10       | 10       | 9,9       | 10        | 9,8       | 9,9       | 10       | 9,8      | 9,9      | 10       | 9.9                | 10                 | 10                 | 10                 | 10                           | 10                           | 10                           | 10                           | 10     | 10     | 10     | 10     | 9,7      | 9,8      | 9,7      | -        | -0,5 | 268,4 |
| Sábado                                             | J1      | J2      | J3      | J4      | J1           | J2           | J3           | J4           | J1       | J2       | J3       | J4       | J1        | J2        | J3        | J4        | J1       | J2       | J3       | J4       | J1                 | J2                 | J3                 | J4                 | J1                           | J2                           | J3                           | J4                           | J1     | J2     | J3     | J4     | J1       | J2       | J3       | J4       |      |       |
| Pérola                                             | 10      | 10      | 9,8     | 10      | 10           | 10           | 10           | 10           | 9,4      | 9,6      | 9,8      | 10       | 9,7       | 9,9       | 9,7       | 9,8       | 10       | 10       | 10       | 10       | 9.7                | 9.9                | 9.7                | 10                 | 9.9                          | 9.9                          | 9.9                          | 10                           | 10     | 10     | 10     | 10     | 9,8      | 9,8      | 9,8      | -        |      | 267,6 |
| Colorado                                           | 10      | 10      | 9,8     | 10      | 9,9          | 10           | 10           | 10           | 10       | 9,9      | 9,9      | 10       | 9,8       | 9,7       | 9,9       | 9,8       | 9,9      | 10       | 10       | 10       | 10                 | 10                 | 9.7                | 9.9                | 10                           | 9.8                          | 10                           | 10                           | 9.9    | 10     | 10     | 9.9    | 9,7      | 9,9      | 9,9      | -        |      | 268,7 |
| Gaviões                                            | 10      | 9,9     | 10      | 10      | 10           | 10           | 10           | 10           | 9,9      | 9,9      | 9,9      | 10       | 9,9       | 9,8       | 9,9       | 9,9       | 10       | 10       | 10       | 10       | 9.6                | 9.6                | 9.9                | 10                 | 9.7                          | 9.9                          | 10                           | 10                           | 10     | 10     | 10     | 10     | 10       | 10       | 10       | -        |      | 268,9 |
| Mocidade                                           | 10      | 10      | 10      | 10      | 10           | 10           | 10           | 10           | 9,8      | 10       | 10       | 10       | 9,9       | 10        | 10        | 9,9       | 10       | 10       | 10       | 10       | 10                 | 10                 | 10                 | 10                 | 9.8                          | 10                           | 10                           | 10                           | 10     | 10     | 10     | 10     | 10       | 9,9      | 9,9      | -        |      | 269,7 |
| Águia                                              | 10      | 10      | 10      | 10      | 10           | 10           | 10           | 10           | 10       | 10       | 10       | 10       | 10        | 10        | 9,9       | 10        | 10       | 10       | 10       | 10       | 9.9                | 10                 | 10                 | 9.9                | 9.9                          | 10                           | 10                           | 10                           | 10     | 10     | 10     | 10     | 10       | 10       | 10       | -        |      | 269,9 |
| Vila Maria                                         | 10      | 10      | 10      | 10      | 10           | 10           | 10           | 10           | 10       | 10       | 10       | 10       | 9,8       | 9,9       | 10        | 10        | 10       | 10       | 10       | 10       | 10                 | 10                 | 10                 | 10                 | 9.8                          | 9.9                          | 10                           | 10                           | 10     | 10     | 9.9    | 10     | 9,9      | 9,9      | 9,9      | -        |      | 269,5 |
| Rosas                                              | 10      | 9,8     | 10      | 10      | 10           | 10           | 10           | 10           | 10       | 10       | 10       | 10       | 9,9       | 9,9       | 10        | 10        | 10       | 10       | 10       | 10       | 10                 | 10                 | 10                 | 10                 | 9.8                          | 9.9                          | 10                           | 10                           | 10     | 10     | 10     | 9.9    | 9,9      | 9,9      | 9,9      | -        |      | 269,5 |
| OBS.: A menor nota de cada quesito foi descartada. |         |         |         |         |              |              |              |              |          |          |          |          |           |           |           |           |          |          |          |          |                    |                    |                    |                    |                              |                              |                              |                              |        |        |        |        |          |          |          |          |      |       |

Classificação
| Pos | Escolas de Samba      | Enredo                                                                                        | Pts   | Desempate | Classificação ou rebaixamento        |
| --- | --------------------- | --------------------------------------------------------------------------------------------- | ----- | --------- | ------------------------------------ |
| 1   | Águia de Ouro         | O Poder do Saber - Se Saber é Poder… Quem Sabe Faz a Hora, Não Espera Acontecer               | 269,9 |           | Campeã do Carnaval de 2020           |
| 2   | Mancha Verde          | Pai! Perdoai, eles não sabem o que fazem!                                                     | 269,8 |           | Desfile das Campeãs de 2020          |
| 3   | Mocidade Alegre       | Do canto das Yabás renasce uma nova Morada                                                    | 269,7 | Alegoria  | Desfile das Campeãs de 2020          |
| 4   | Acadêmicos do Tatuapé | O ponteio da viola encanta… Sou fruto da terra, raiz desse chão… Canto Atibaia do meu coração | 269,7 | Alegoria  | Desfile das Campeãs de 2020          |
| 5   | Unidos de Vila Maria  | China: O Sonho de um Povo Embala o Samba e Faz a Vila Sonhar                                  | 269,5 | Bateria   | Desfile das Campeãs de 2020          |
| 6   | Dragões da Real       | A Revolução do Riso: A arte de subverter o mundo pelo divino poder da alegria                 | 269,5 | Bateria   |                                      |
| 7   | Rosas de Ouro         | Tempos Modernos                                                                               | 269,5 | Bateria   |                                      |
| 8   | Tom Maior             | É coisa de preto                                                                              | 269,3 |           |                                      |
| 9   | Império de Casa Verde | Marhaba Lubnãn                                                                                | 269,2 |           |                                      |
| 10  | Barroca Zona Sul      | Benguela... A Barroca clama a ti, Tereza!                                                     | 269   |           |                                      |
| 11  | Gaviões da Fiel       | Um não sei que, que nasce não sei onde, vem não sei como e explode não sei porquê...          | 268,9 |           |                                      |
| 12  | Colorado do Brás      | Que rei sou eu?                                                                               | 268,7 |           |                                      |
| 13  | X-9 Paulistana        | Batuques para um rei coroado                                                                  | 268,4 |           | Descem para o Grupo de Acesso 1 2021 |
| 14  | Pérola Negra          | Bartali Tcherain – A estrela cigana brilha na Pérola Negra!                                   | 267,6 |           | Descem para o Grupo de Acesso 1 2021 |

Premiações
| Prêmios 2020                 | Estrela do Carnaval        | Prêmio SASP                     | Prêmio SRzd                     | Troféu Nota 10             |
| ---------------------------- | -------------------------- | ------------------------------- | ------------------------------- | -------------------------- |
| Escola / Desfile             | Mancha Verde               | Gaviões da Fiel                 | Dragões da Real                 | Mocidade Alegre            |
| Samba-enredo                 | Mocidade Alegre            | Mocidade Alegre                 | Rosas de Ouro                   | Mocidade Alegre            |
| Enredo                       | -                          | Dragões da Real                 | Mocidade Alegre                 | Barroca Zona Sul           |
| Bateria                      | Rosas de Ouro              | Rosas de Ouro                   | Rosas de Ouro                   | Vila Maria                 |
| Mestre-sala e Porta-bandeira | Marcelo e Adriana (Mancha) | João Carlos e Ana Paula (Águia) | João Carlos e Ana Paula (Águia) | Marcelo e Adriana (Mancha) |
| Comissão de Frente           | Mocidade Alegre            | Gaviões da Fiel                 | Colorado do Brás                | Gaviões da Fiel            |
| Intérprete / Ala Musical     | Renê Sobral (Dragões)      | Igor Sorriso (Mocidade)         | Império (Ala Musical)           | Celsinho Mody (Tatuapé)    |
| Ala de Baianas               | Vila Maria                 | Gaviões da Fiel                 | Vila Maria                      | Tatuapé                    |
| Ala de Passistas             | -                          | Tom Maior                       | Império de Casa Verde           | -                          |
| Evolução                     | -                          | -                               | Dragões da Real                 | Colorado do Brás           |
| Harmonia                     | -                          | Águia de Ouro                   | Tatuapé                         | Rosas de Ouro              |
| Alegorias                    | Gaviões da Fiel            | Mocidade Alegre                 | Império de Casa Verde           | Mocidade Alegre            |
| Fantasias                    | Mancha Verde               | Mancha Verde                    | Mancha Verde                    | Dragões da Real            |
| Carnavalesco                 | Mauro Quintaes (Dragões)   | -                               | -                               | -                          |

### Grupo de Acesso 1
Os desfiles do grupo de acesso 1 ocorreram no dia 23 de fevereiro no sambódromo do Anhembi. O Vai-Vai e a Acadêmicos do Tucuruvi fizeram dois desfiles irretocáveis e conseguiram retornar ao Grupo Especial um ano após o surpreendente rebaixamento das duas. A nota triste deste grupo foi o primeiro rebaixamento da Nenê de Vila Matilde para o Grupo de Acesso 2, ao terminar a apuração em um melancólico 7° lugar, o pior resultado de sua história.
Mapa de Notas
| AGREMIAÇÃO       | BATERIA | BATERIA | BATERIA | BATERIA | SAMBA-ENREDO | SAMBA-ENREDO | SAMBA-ENREDO | SAMBA-ENREDO | EVOLUÇÃO | EVOLUÇÃO | EVOLUÇÃO | EVOLUÇÃO | FANTASIAS | FANTASIAS | FANTASIAS | FANTASIAS | HARMONIA | HARMONIA | HARMONIA | HARMONIA | COMISSÃO DE FRENTE | COMISSÃO DE FRENTE | COMISSÃO DE FRENTE | COMISSÃO DE FRENTE | MESTRE-SALA & PORTA-BANDEIRA | MESTRE-SALA & PORTA-BANDEIRA | MESTRE-SALA & PORTA-BANDEIRA | MESTRE-SALA & PORTA-BANDEIRA | ENREDO | ENREDO | ENREDO | ENREDO | ALEGORIAS E ADEREÇOS | ALEGORIAS E ADEREÇOS | ALEGORIAS E ADEREÇOS | ALEGORIAS E ADEREÇOS | P. | TOTAL |
| Independente     | -       | -       | -       | -       | -            | -            | -            | -            | -        | -        | -        | -        | -         | -         | -         | -         | -        | -        | -        | -        | -                  | -                  | -                  | -                  | -                            | -                            | -                            | -                            | -      | -      | -      | -      | -                    | -                    | -                    | -                    | -  | -     |
| Terceiro Milênio | 10      | 9,9     | 9,9     | 10      | 10           | 9,9          | 10           | 9,8          | 10       | 10       | 10       | 10       | 10        | 10        | 9,9       | 10        | 10       | 10       | 9,9      | 9,9      | 10                 | 10                 | 10                 | 10                 | 10                           | 10                           | 10                           | 9,9                          | 10     | 10     | 10     | 10     | 10                   | 10                   | 9,7                  | 10                   |    | 269,7 |
| Nenê             | 10      | 9,9     | 9,9     | 9,9     | 9,9          | 10           | 9,9          | 10           | 10       | 10       | 10       | 10       | 10        | 9,9       | 9,9       | 10        | 10       | 9,9      | 9,8      | 10       | 10                 | 9,9                | 9,9                | 9,9                | 10                           | 10                           | 10                           | 10                           | 10     | 9,9    | 10     | 9,9    | 9,8                  | 9,8                  | 9,8                  | 9,9                  |    | 268,7 |
| Leandro          | 10      | 10      | 10      | 10      | 10           | 10           | 9,9          | 10           | 10       | 10       | 10       | 9,9      | 10        | 9,7       | 9,9       | 10        | 9,9      | 9,9      | 9,9      | 9,9      | 10                 | 10                 | 9,9                | 10                 | 10                           | 10                           | 10                           | 10                           | 10     | 10     | 9,9    | 10     | 9,9                  | 9,9                  | 9,9                  | 9,9                  |    | 269,3 |
| MUM              | 9,9     | 9,9     | 10      | 9,9     | 10           | 10           | 9,9          | 9,8          | 10       | 10       | 10       | 10       | 10        | 9,8       | 9,9       | 10        | 10       | 10       | 10       | 10       | 10                 | 10                 | 10                 | 10                 | 10                           | 10                           | 10                           | 10                           | 10     | 10     | 10     | 10     | 10                   | 10                   | 10                   | 10                   |    | 269,6 |
| Tucuruvi         | 10      | 10      | 10      | 10      | 10           | 10           | 10           | 9,8          | 10       | 10       | 10       | 10       | 10        | 9,8       | 10        | 10        | 10       | 10       | 10       | 10       | 10                 | 10                 | 10                 | 10                 | 10                           | 10                           | 10                           | 10                           | 10     | 10     | 10     | 10     | 10                   | 10                   | 9,9                  | 10                   |    | 270   |
| Camisa           | 10      | 9,9     | 10      | 9,9     | 10           | 10           | 10           | 10           | 10       | 10       | 10       | 10       | 9,9       | 10        | 9,9       | 10        | 10       | 10       | 10       | 10       | 10                 | 10                 | 10                 | 10                 | 10                           | 10                           | 10                           | 10                           | 10     | 10     | 10     | 10     | 9,8                  | 9,8                  | 9,8                  | 9,9                  |    | 269,3 |
| Vai-Vai          | 10      | 10      | 10      | 10      | 10           | 10           | 10           | 9,9          | 10       | 10       | 10       | 10       | 10        | 10        | 9,9       | 10        | 10       | 10       | 10       | 10       | 10                 | 10                 | 10                 | 10                 | 10                           | 10                           | 10                           | 10                           | 10     | 10     | 10     | 10     | 10                   | 10                   | 10                   | 10                   |    | 270   |

Classificação
| Pos | Escolas de Samba            | Enredo                                                                                                   | Pts             | Desempate       | Classificação ou rebaixamento       |
| --- | --------------------------- | --- | --------------- | --------------- | ----------------------------------- |
| 1   | Vai-Vai                     | Vai-Vai de corpo & Álamo                                                                                 | 270             | Alegoria        | Sobem para o Grupo Especial 2021    |
| 2   | Acadêmicos do Tucuruvi      | Faces de Anysio, o eterno Chico. Sorrir é… e sempre será o melhor remédio                                | 270             | Alegoria        | Sobem para o Grupo Especial 2021    |
| 3   | Estrela do Terceiro Milênio | No coração da floresta nascem estrelas que brilham no meu carnaval                                       | 269,7           |                 |                                     |
| 4   | Mocidade Unida da Mooca     | A ópera negra de Abdias do Nascimento                                                                    | 269,6           |                 |                                     |
| 5   | Camisa Verde e Branco       | Ajayô: Carlinhos Brown, candombléss, tambores e batuques ancestrais                                      | 269,3           |                 |                                     |
| 6   | Leandro de Itaquera         | Das Savanas Africanas às Savanas de Itaquera… Sou África! O Berço do Mundo. Leões de uma força abençoada | 269,3           |                 |                                     |
| 7   | Nenê de Vila Matilde        | O Presente da Deusa e o brinde da Águia                                                                  | 268,7           |                 | Desce para o Grupo de Acesso 2 2020 |
| *   | Independente Tricolor       | Utopia. É preciso acreditar!                                                                             | Não foi julgada | Não foi julgada | Não foi julgada                     |

Premiações
| Prêmios 2020                 | Prêmio SASP             | Prêmio SRzd                |
| ---------------------------- | ----------------------- | -------------------------- |
| Escola / Desfile             | Mocidade Unida da Mooca | Acadêmicos do Tucuruvi     |
| Samba-enredo                 | Mocidade Unida da Mooca | Camisa Verde e Branco      |
| Enredo                       | Mocidade Unida da Mooca | -                          |
| Bateria                      | Acadêmicos do Tucuruvi  | Camisa Verde e Branco      |
| Mestre-sala e Porta-bandeira | -                       | Pingo e Paulinha (Vai-Vai) |
| Comissão de Frente           | -                       | Mocidade Unida da Mooca    |
| Alegorias                    | Mocidade Unida da Mooca | -                          |
| Fantasias                    | Mocidade Unida da Mooca | -                          |

### Grupo de Acesso 2
Os desfiles do grupo de acesso 2 ocorreram no dia 24 de fevereiro no sambódromo do Anhembi.
Mapa de Notas
| AGREMIAÇÃO    | BATERIA | BATERIA | BATERIA | BATERIA | SAMBA-ENREDO | SAMBA-ENREDO | SAMBA-ENREDO | SAMBA-ENREDO | EVOLUÇÃO | EVOLUÇÃO | EVOLUÇÃO | EVOLUÇÃO | FANTASIAS | FANTASIAS | FANTASIAS | FANTASIAS | HARMONIA | HARMONIA | HARMONIA | HARMONIA | COMISSÃO DE FRENTE | COMISSÃO DE FRENTE | COMISSÃO DE FRENTE | COMISSÃO DE FRENTE | MESTRE-SALA & PORTA-BANDEIRA | MESTRE-SALA & PORTA-BANDEIRA | MESTRE-SALA & PORTA-BANDEIRA | MESTRE-SALA & PORTA-BANDEIRA | ENREDO | ENREDO | ENREDO | ENREDO | ALEGORIA | ALEGORIA | ALEGORIA | ALEGORIA | P.   | TOTAL |
| Vila Dalila   | 10      | 9,7     | 9,7     | 10      | 10           | 9,8          | 10           | 9,8          | 10       | 10       | 10       | 10       | 10        | 9,8       | 9,8       | 9,8       | 9,9      | 9,8      | 9,8      | 9,7      | 9,7                | 9,9                | 9,8                | 9,8                | 10                           | 10                           | 9,9                          | 10                           | 9,8    | 9,8    | 9,7    | 9,8    | 9,7      | 9,7      | 9,9      | 9,6      |      | 266,8 |
| Cidade Líder  | 10      | 10      | 9,9     | 10      | 10           | 9,9          | 9,8          | 9,8          | 9,9      | 10       | 10       | 10       | 9,9       | 9,7       | 9,9       | 9,9       | 10       | 9,9      | 9,9      | 10       | 9,8                | 10                 | 10                 | 10                 | 9,9                          | 9,9                          | 10                           | 9,8                          | 10     | 10     | 10     | 9,8    | 10       | 10       | 9,8      | 9,9      |      | 269   |
| Santa Bárbara | 9,9     | 9,9     | 9,7     | 9,9     | 10           | 9,9          | 9,9          | 10           | 10       | 10       | 10       | 10       | 9,9       | 9,8       | 9,9       | 9,8       | 9,9      | 9,9      | 9,8      | 9,8      | 10                 | 9,9                | 10                 | 10                 | 9,9                          | 9,9                          | 10                           | 9,9                          | 9,9    | 10     | 10     | 10     | 9,8      | 9,8      | 9,9      | 9,8      |      | 268,3 |
| Amizade       | 10      | 10      | 9,8     | 10      | 9,9          | 10           | 9,9          | 9,9          | 10       | 9,9      | 10       | 9,7      | 9,9       | 9,8       | 9,9       | 9,8       | 10       | 9,9      | 9,8      | 9,7      | 10                 | 10                 | 9,9                | 10                 | 9,6                          | 9,9                          | 10                           | 9,9                          | 9,9    | 9,9    | 9,8    | 9,8    | 9,9      | 10       | 9,9      | 9,9      |      | 268,3 |
| Camisa 12     | 10      | 10      | 10      | 10      | 10           | 10           | 10           | 10           | 10       | 10       | 10       | 10       | 10        | 10        | 10        | 10        | 10       | 10       | 10       | 10       | 10                 | 10                 | 10                 | 10                 | 10                           | 10                           | 10                           | 10                           | 10     | 10     | 10     | 10     | 9,9      | 10       | 9,9      | 10       |      | 269,9 |
| Uirapuru      | 10      | 10      | 9,8     | 10      | 10           | 10           | 10           | 10           | 10       | 9,9      | 10       | 10       | 10        | 9,8       | 10        | 10        | 10       | 9,8      | 10       | 9,8      | 9,9                | 10                 | 10                 | 10                 | 10                           | 10                           | 10                           | 10                           | 10     | 9,8    | 10     | 10     | 10       | 9,9      | 9,9      | 9,9      |      | 269,6 |
| Torcida Jovem | 9,9     | 9,9     | 9,9     | 10      | 10           | 10           | 9,9          | 9,9          | 10       | 10       | 10       | 10       | 10        | 10        | 10        | 9,9       | 10       | 10       | 10       | 10       | 10                 | 10                 | 10                 | 10                 | 10                           | 10                           | 10                           | 10                           | 10     | 10     | 10     | 10     | 10       | 10       | 10       | 9,9      |      | 269,7 |
| Peruche       | 9,9     | 10      | 10      | 10      | 10           | 10           | 10           | 9,8          | 10       | 10       | 10       | 10       | 10        | 10        | 10        | 9,9       | 10       | 9,9      | 10       | 10       | 10                 | 10                 | 10                 | 10                 | 10                           | 10                           | 10                           | 10                           | 9,9    | 9,9    | 10     | 10     | 9,9      | 9,9      | 10       | 9,9      | -0,5 | 269,2 |
| Morro         | 10      | 10      | 10      | 10      | 10           | 10           | 9,9          | 10           | 10       | 10       | 10       | 9,9      | 10        | 10        | 10        | 10        | 10       | 10       | 10       | 9,9      | 10                 | 10                 | 10                 | 10                 | 10                           | 10                           | 10                           | 10                           | 10     | 10     | 10     | 10     | 10       | 10       | 10       | 10       |      | 270   |
| Tradição      | 10      | 9,9     | 9,9     | 9,8     | 9,9          | 10           | 9,8          | 10           | 10       | 9,9      | 10       | 9,8      | 10        | 9,8       | 10        | 10        | 9,9      | 9,7      | 9,7      | 9,7      | 9,8                | 10                 | 9,9                | 9,8                | 10                           | 10                           | 10                           | 9,9                          | 9,9    | 9,9    | 9,9    | 9,8    | 10       | 9,9      | 9,9      | 9,7      |      | 268,1 |
| Imperador     | 10      | 9,9     | 9,7     | 9,9     | 10           | 9,8          | 10           | 10           | 10       | 10       | 10       | 9,8      | 9,8       | 10        | 9,9       | 9,9       | 10       | 9,8      | 10       | 9,8      | 10                 | 10                 | 10                 | 10                 | 10                           | 10                           | 10                           | 10                           | 10     | 10     | 10     | 10     | 10       | 9,9      | 10       | 9,9      | -1,0 | 268,3 |
| Dom Bosco     | 10      | 9,9     | 9,7     | 10      | 10           | 10           | 10           | 10           | 10       | 10       | 10       | 10       | 10        | 10        | 10        | 10        | 10       | 10       | 10       | 10       | 10                 | 10                 | 10                 | 10                 | 10                           | 10                           | 10                           | 10                           | 10     | 10     | 10     | 10     | 10       | 10       | 10       | 10       |      | 269,9 |

Classificação
| Pos | Escolas de Samba         | Enredo                                                                                 | Pts   | Classificação ou rebaixamento          |
| --- | ------------------------ | -------------------------------------------------------------------------------------- | ----- | -------------------------------------- |
| 1   | Morro da Casa Verde      | O grandioso desfile de Reis!                                                           | 270   | Sobe para o Grupo de Acesso 1          |
| 2   | Camisa 12                | O Pão Nosso de cada dia, nós daí hoje!                                                 | 269,9 |                                        |
| 3   | Dom Bosco de Itaquera    | O importante é que emoções eu vivi.                                                    | 269,9 |                                        |
| 4   | Torcida Jovem do Santos  | Prepare seu coração, para as coisas que vou contar.                                    | 269,7 |                                        |
| 5   | Uirapuru da Mooca        | Deuses, Lendas, Conquistas e Riquezas…o mar…é preciso preservar para a vida prosperar. | 269,6 |                                        |
| 6   | Unidos do Peruche        | Ubuntu - Por um Mundo Novo.                                                            | 269,2 |                                        |
| 7   | Primeira da Cidade Líder | O canto do Engenho Velho.                                                              | 269   |                                        |
| 8   | Imperador do Ipiranga    | MAKEDA - A saga da rainha de sabá e o trono dos dois mundos.                           | 268,3 |                                        |
| 9   | Amizade da Zona Leste    | Cinco Divas no Altar da Amizade.                                                       | 268,3 |                                        |
| 10  | Unidos de Santa Bárbara  | Oyá                                                                                    | 268,3 |                                        |
| 11  | Tradição Albertinense    | Toda Família tem Tradição.                                                             | 268,1 |                                        |
| 12  | Flor de Vila Dalila      | No toque do tambor… crença que o tempo não apaga                                       | 266,8 | Desce para o Grupo Especial de Bairros |

### Grupo Especial de Bairros
Os desfiles do grupo especial de bairros da UESP ocorreram nos dias 23 e 24 de fevereiro no bairro Butantã.
Classificação
| Pos | Escolas de Samba               | Enredo                                                                                                | Pts   | Classificação ou rebaixamento                               |
| --- | ------------------------------ | --- | ----- | ----------------------------------------------------------- |
| 1   | Brinco da Marquesa             | Oxalá criou o mundo e deu ao mundo civilizações...                                                    | 269,2 | Sobe para o Grupo de Acesso 2                               |
| 2   | Unidos de Guaianazes           | Nas águas claras de Oxum um encontro pela fé                                                          | 268,7 |                                                             |
| 3   | Combinados de Sapopemba        | Papo Reto é Almir Guineto!                                                                            | 268,5 |                                                             |
| 4   | Imperatriz da Sul              | Nossas Forças – A Divina Energia                                                                      | 267,9 |                                                             |
| 5   | Unidos do Vale Encantado       | Com a crença, força e fé em Tupã, os guerreiros do Vale Encantado nos jogos da vida contra Ikirutã    | 267,6 |                                                             |
| 6   | Unidos de São Miguel           | Unidos de São Miguel apresenta: Uma aquarela musical!                                                 | 266,4 |                                                             |
| 7   | União Imperial                 | Imperial dá o Tom                                                                                     | 266,4 |                                                             |
| 8   | União Independente da Zona Sul | Lendas e mitos da Amazônia                                                                            | 265,8 |                                                             |
| 9   | Boêmios da Vila                | Guerreiros – Com a proteção de São Jorge, Boêmios invoca grandes guerreiros                           | 265,5 |                                                             |
| 10  | Acadêmicos de São Jorge        | Do Bandeirante voraz ao juiz sagaz – Borba Gato e a cobiça do ouro                                    | 265,3 |                                                             |
| 11  | Imperio Lapeano                | Louco é quem não vive no mundo da loucura!                                                            | 265,3 | Descem para o Grupo de acesso de Bairros I - Vila Esperança |
| 12  | Mocidade Robruense             | Dos Guetos na Periferia aos Redutos da Burguesia... Samba e Hip-Hop, Uma Mistura Perfeita Para lutar! | 266,8 | Descem para o Grupo de acesso de Bairros I - Vila Esperança |

### Grupo de acesso de Bairros I
Os desfiles do grupo de acesso de bairros I da UESP ocorreram nos dias 23 e 24 de fevereiro no bairro Vila Esperança.
Classificação
| Pos | Escolas de Samba           | Pts   | Enredo                                                                  | Classificação ou rebaixamento                                |
| --- | -------------------------- | ----- | ----------------------------------------------------------------------- | ------------------------------------------------------------ |
| 1   | Imperatriz da Paulicéia    | 179,8 | Sua Majestade, a Coroa                                                  | Sobem para o Grupo Especial de Bairros                       |
| 2   | TUP                        | 179,2 | O meu oxente carrego com muito orgulho de ser nordestino                | Sobem para o Grupo Especial de Bairros                       |
| 3   | União da Vila Albertina    | 179,2 |                                                                         |                                                              |
| 4   | Unidos de São Lucas        | 178,8 | São Lucas, a fonte sagrada da juventude na esperança de um mundo melhor |                                                              |
| 5   | Prova de Fogo              | 178,6 |                                                                         |                                                              |
| 6   | Raízes do Samba            | 178,5 | Axé é tudo e tudo é axé...                                              |                                                              |
| 7   | Em Cima da Hora Paulistana | 178,5 | Parelheiros, portal das águas                                           |                                                              |
| 8   | Os Bambas                  | 178,1 | O fruto das lágrimas de Iaçá                                            |                                                              |
| 9   | Príncipe Negro             | 177,7 | Alawo Ewe Ni Aye o verde é vida, Príncipe Negro um canto à ecologia     |                                                              |
| 10  | Flor de Liz                | 177,1 | Quem foi rei nunca perde a majestade                                    |                                                              |
| 11  | Só Vou se Você For         | 174,5 | O chão é um palco de ilusão, e o céu uma lona de inspiração             | Descem para o Grupo de acesso de Bairros II - Vila Esperança |
| 12  | Dragões da Vila Alpina     | 174,4 | Intolerância nunca mais, a Dragões de Vila Alpina pede a paz            | Descem para o Grupo de acesso de Bairros II - Vila Esperança |

### Grupo de Acesso de Bairros II
Os desfiles do grupo de acesso de bairros II da UESP ocorreram no dia 22 de fevereiro no bairro Vila Esperança.
Classificação
| Pos | Escolas de Samba          | Pts   | Classificação ou rebaixamento                                 |
| --- | ------------------------- | ----- | ------------------------------------------------------------- |
| 1   | Lavapés Pirata Negro      | 180,2 | Sobem para o Grupo de acesso de Bairros I - Vila Esperança    |
| 2   | Isso Memo                 | 179,1 | Sobem para o Grupo de acesso de Bairros I - Vila Esperança    |
| 3   | Cacique do Parque         | 179,1 |                                                               |
| 4   | Explosão da Zona Norte    | 178,4 |                                                               |
| 5   | Filhos do Zaire           | 178,4 |                                                               |
| 6   | Acadêmicos do Ipiranga    | 178,3 |                                                               |
| 7   | Passo de Ouro             | 177,8 |                                                               |
| 8   | Estação Invernada         | 177,8 |                                                               |
| 9   | Cabeções da Vila Prudente | 175,3 |                                                               |
| 10  | Primeira da Aclimação     | 172,2 | Descem para o Grupo de acesso de Bairros III - Vila Esperança |
| 11  | Iracema Meu Grande Amor   | 162,2 | Descem para o Grupo de acesso de Bairros III - Vila Esperança |

### Grupo de Acesso de Bairros III
Os desfiles do grupo de acesso de bairros III da UESP ocorreram no bairro Vila Esperança.
Classificação
| Pos | Escolas de Samba           | Pts   | Classificação ou rebaixamento                               |
| --- | -------------------------- | ----- | ----------------------------------------------------------- |
| 1   | Saudosa Maloca             | 179,1 | Sobem para o Grupo de acesso de Bairros II - Vila Esperança |
| 2   | Império Real               | 179   | Sobem para o Grupo de acesso de Bairros II - Vila Esperança |
| 3   | Unidos do Jaçanã           | 178,2 |                                                             |
| 4   | Unidos do Jardim Primavera | 177,9 |                                                             |
| 5   | Império do Samba           | 177,4 |                                                             |
| 6   | Raízes da Vila Prudente    | 177,2 |                                                             |
| 7   | Imperial da Vila Penteado  | 177,1 |                                                             |
| 8   | Estrela Cadente            | 176,2 |                                                             |
| 9   | Acadêmicos do Campo Limpo  | 175,9 |                                                             |
| 10  | Folha Verde                | 174,4 |                                                             |
| 11  | Locomotiva Piritubana      | 170,7 |                                                             |